# Donji Dubovik (Višegrad, BiH)
Donji Dubovik je naselje u općini Višegrad, Republika Srpska, BiH.